# لیوینگستن (کنتاکی)
لیوینگستن (به انگلیسی: Livingston) شهری در ایالت کنتاکی کشور ایالات متحده آمریکا است که جمعیت آن در سرشماری سال ۲۰۱۰ میلادی، ۲۲۶ نفر بوده‌است.